# Castoponera scotopoda
Castoponera scotopoda är en spindelart som först beskrevs av Christa L. Deeleman-Reinhold 1993.  Castoponera scotopoda ingår i släktet Castoponera och familjen flinkspindlar. Inga underarter finns listade i Catalogue of Life.